# Nanbu (Tottori)
Pour les articles homonymes, voir Nanbu.
Nanbu (南部町, Nanbu-chō) est un bourg situé dans le district de Saihaku, dans la préfecture de Tottori, au Japon.

## Géographie

### Démographie
Au 30 avril 2014, la population de Nanbu était de 11 415 habitants.